# Вейн Ньютон
Вейн Ньютон (англ. Wayne Newton; 3 квітня 1942, Норфолк, США) — американський поп-співак, музикант, актор та ведучий шоу. За свої багаторічні виступи в розкішних казино Лас-Вегаса отримав прізвисько «Містер Лас-Вегас».
У 1980-х роках був одним із найбільш високооплачуваних артистів кабаре у світі. З 1983 року був як такий занесений в Книгу рекордів Гіннеса.

## Біографія
Народився в місті Норфолк, штат Вірджинія. Батько був автомеханіком, служив в американському флоті.
З шести років грав на гітарі. Коли родина переїхала в Ньюарк, штат Огайо, Вейн почав співати на ярмарках, місцевих клубах і театрах.
У 1952 році родина переїхала у Фінікс, штат Аризона. Навесні 1958 року антрепренер з Лас-Вегаса побачив місцеве телешоу з виступом Вейна Ньютона та його брата. Він запросив братів на прослуховування з цим номером. Планувався показ сроком на два тижні, проте виступ братів Ньютон тривали цілих шість років по шість показів на день.
Широка слава до Вейна прийшла 29 вересня 1962 року, після того як він з братом з'явились на Шоу Джекі Глейсона. За наступні два роки Вейн з'являвся на Шоу ще 12 разів. Серед зірок, які підтримували його були Люсіль Болл, Боббі Дарін, Денні Томас, Джордж Бернс і Джек Бенні.
Закінчивши роботу з Джеком Бенні, Ньютон прийняв запрошення від казино у Лас-Вегасі «Flamingo Las Vegas Hotel». З 1980 по 1982 роки Ньютон був співвласником Готелю Аладдін. Заклад не раз ставав предметом судових процессів, один з яких Ньютон програв у 1983 році, так і не ставши єдиним власником готелю.
У 1994 році відбувся «ювілейний» 25-тисячний сольний виступ Ньютона у Лас-Вегасі.
У 1999 році Ньютон підписав контракт із комплексон казино Stardust, де він впродовж 40 тижнів на рік, по шість показів на тиждень виступав у залі, названій в його честь. Останній раз для Stardust актор виступив 20 квітня 2005 року, після чого він звернувся до глядачів що не буде продовжувати контракт, оскільки хоче більше часу проводити з дружиною та донькою.
«Візитною карткою» співака є його пісня 60-х років «Danke Schoen», а найбільшим хітом вважають пісню «Daddy, Don't You Walk So Fast», яка зайняла четверте місце у хіт-параді Billboard Hot 100.

## Дискографія
Див. «Wayne Newton#Singles» в англ. розділі.

## Фільмографія
- 1969 — 80 кроків до Йони / 80 Steps to Jonah — Марк
- 1986 — Північ та Південь / North and South — капітан Томас Тернер
- 1986 — Вихідний день Ферріса Бюллера / Ferris Bueller's Day Off — виконавець пісні "Danke Schoen" (голос)
- 1989 — Ліцензія на вбивство / Licence to Kill — професор Джо Батчер
- 1990 — Пригоди Форда Ферлейна / The Adventures of Ford Fairlane — Джуліан Грендель
- 1991 — Назад у темряву / The Dark Backward — Джекі Хром
- 1993 — Найкращі з найкращих 2 / Best of the Best 2 — Велдон
- 1995 — Нічний втікач / Night of the Running Man  — Август Гуріно
- 1997 — Канікули у Вегасі / Vegas Vacation — камео
- 1997 — Елвіс зустрічає Ніксона / Elvis meet Nixon — камео
- 2001 — Одинадцять друзів Оушена / Ocean's Eleven — камео
- 2003 — Хто твої предки? / Who's Your Daddy? — Пітер Мак
- 2003 — Як сказав Джим / According To Jim — камео
- 2004 — Елвіс вийшов з дому / Elvis Has Left the Building — камео
- 2006 — Козирні тузи / Smokin' Aces — камео
- 2009 — Похмілля у Вегасі / The Hangover — камео
- 2016 — Акуляче торнадо 4: Пробудження / Sharknado: The 4th Awakens — камео

Озвучування відеоігор
- 2010 — Fallout: New Vegas — Містер Нью-Вегас